# Friederike Gubernatis
Friederike Gubernatis (født 1. april 1988 i Hamburg) er en tidligere tysk håndboldspiller, som sidst spillede for Buxtehuder SV og Tysklands kvindehåndboldlandshold.